# Mermiria intertexta
Mermiria intertexta är en insektsart som beskrevs av Scudder, S.H. 1899. Mermiria intertexta ingår i släktet Mermiria och familjen gräshoppor. Inga underarter finns listade i Catalogue of Life.